# Жежерун, Иван Феодосьевич
Ива́н Феодо́сьевич Жежеру́н (1915—1997) — советский физик-экспериментатор, доктор физико-математических наук, лауреат Сталинской премии третьей степени, участник строительства и пуска первого в Советском Союзе атомного реактора «Ф-1», старейший сотрудник ИАЭ имени И. В. Курчатова, ветеран Великой Отечественной войны.

## Биография

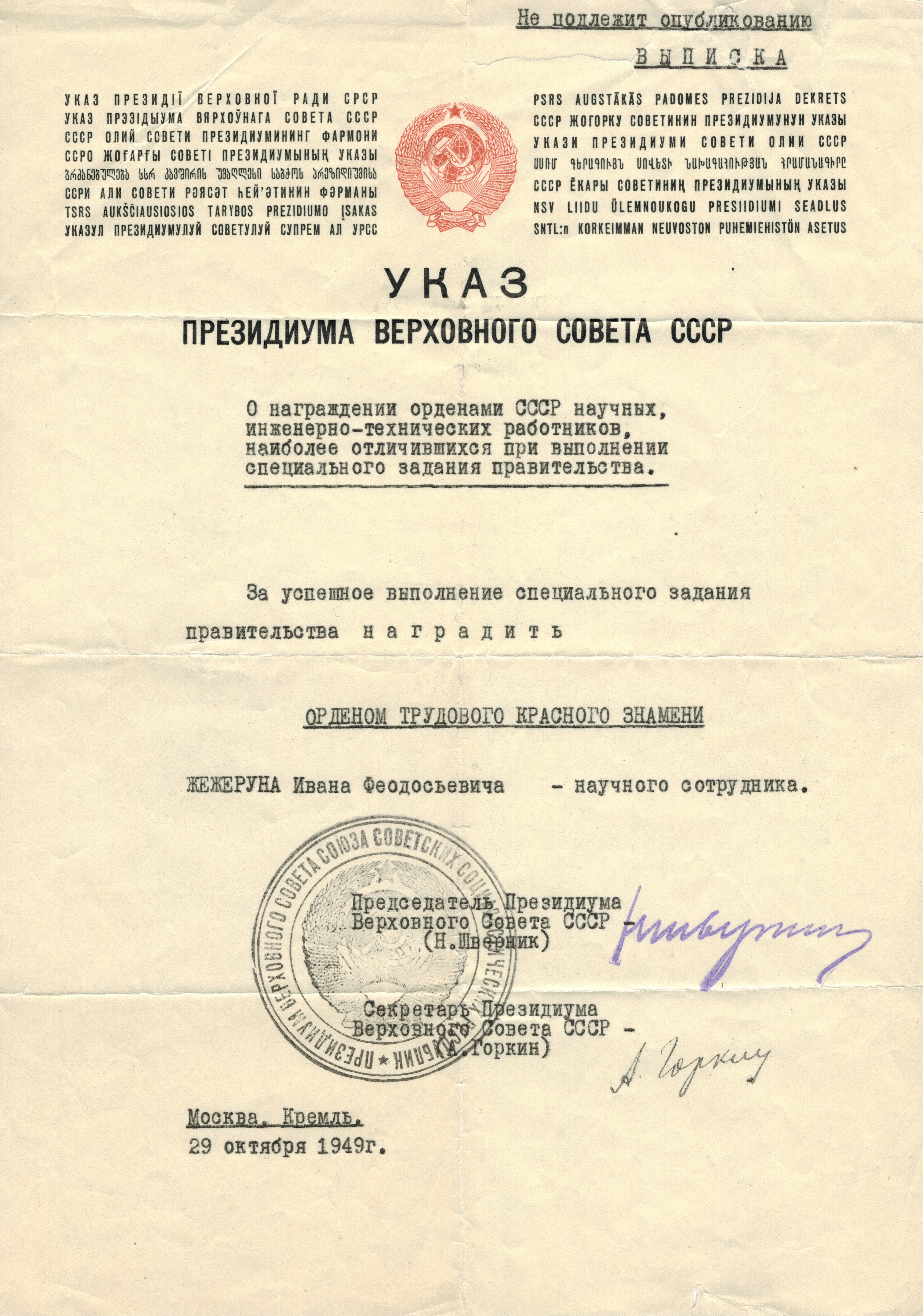
Жежерун И. Ф. Указ о награждении орденом Трудового Красного Знамени

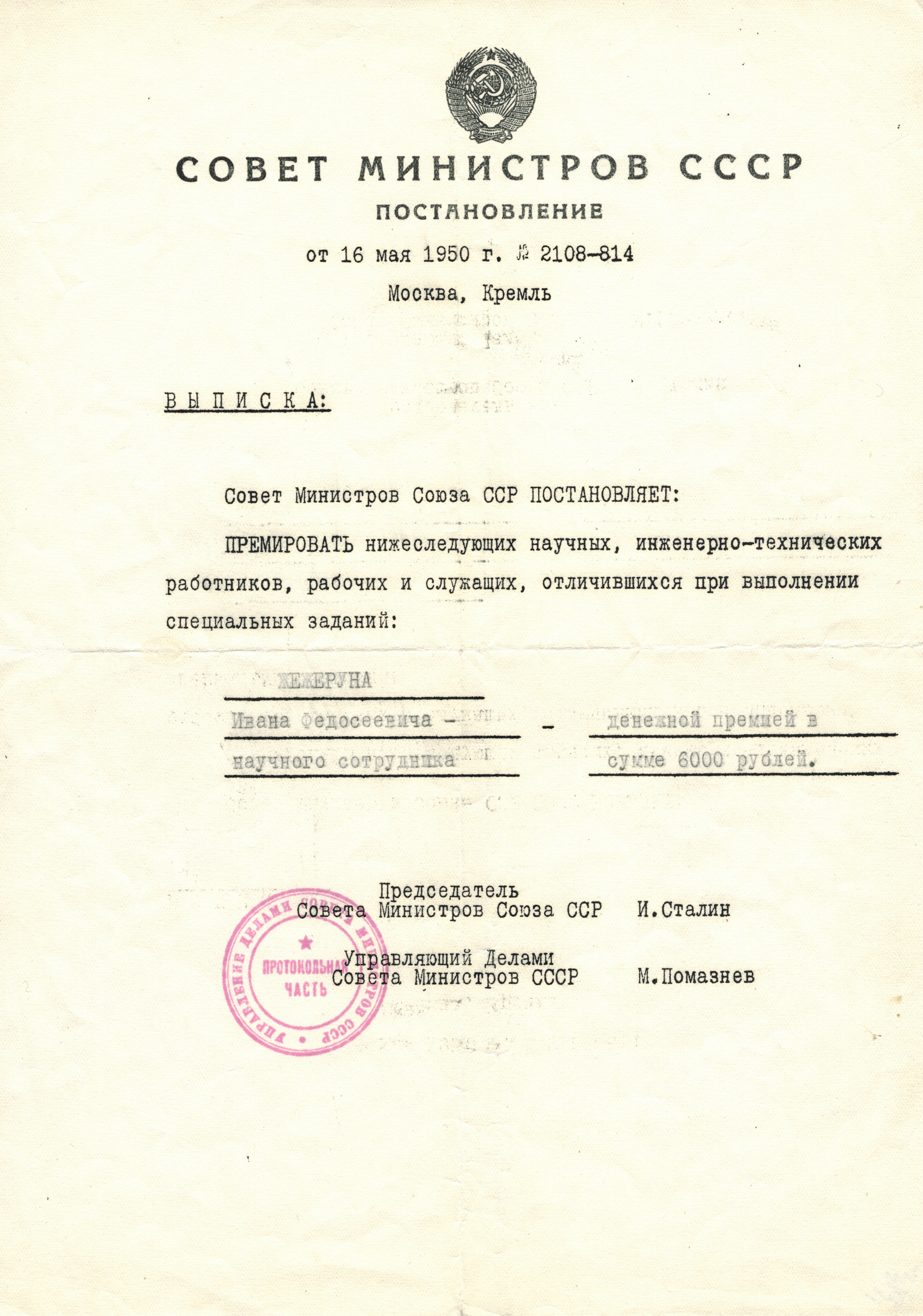
Жежерун И. Ф. Выписка о премии Совета Министров СССР (1950 г.)

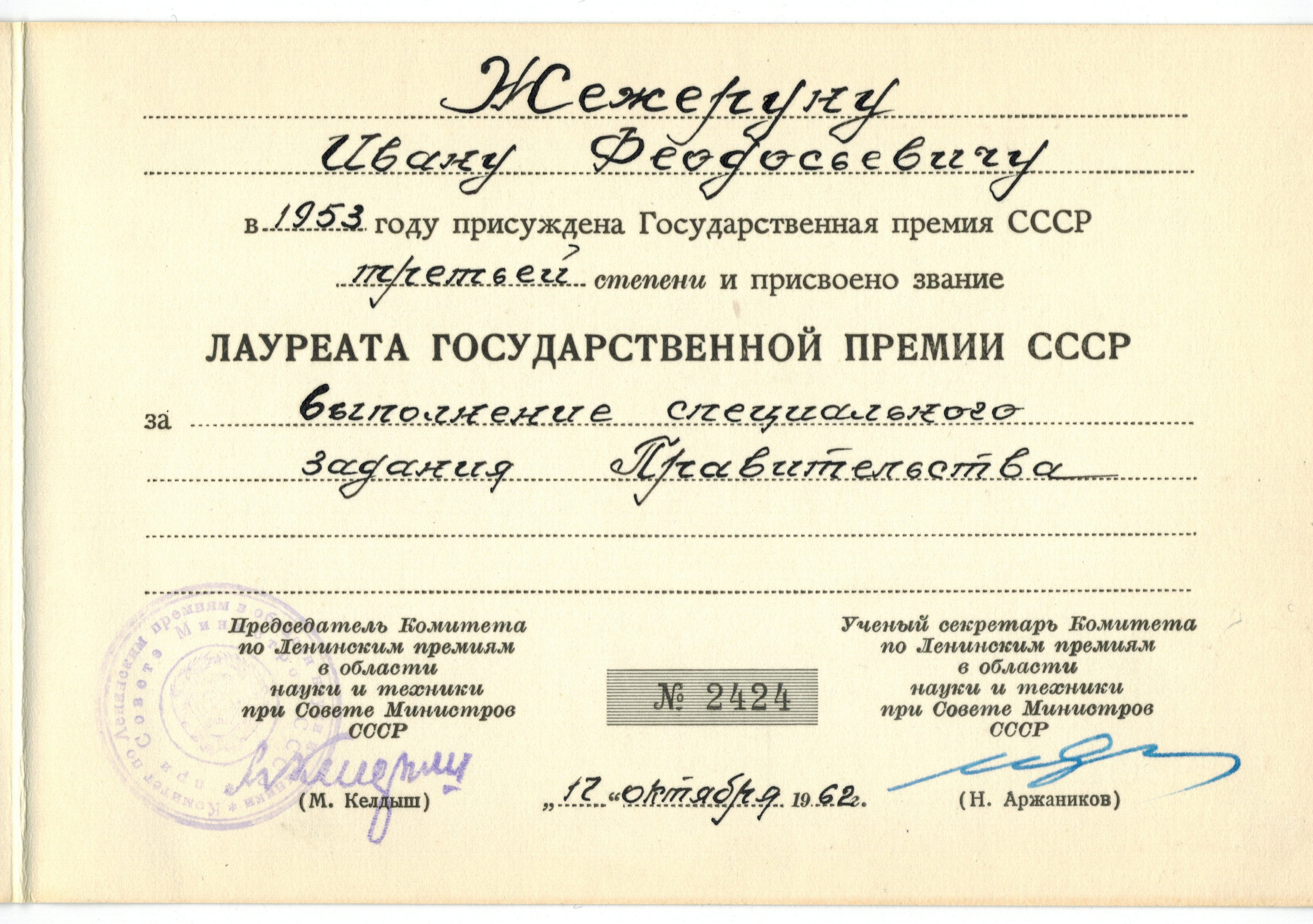
Жежерун И. Ф. Диплом лауреата Государственной премии СССР (1953)

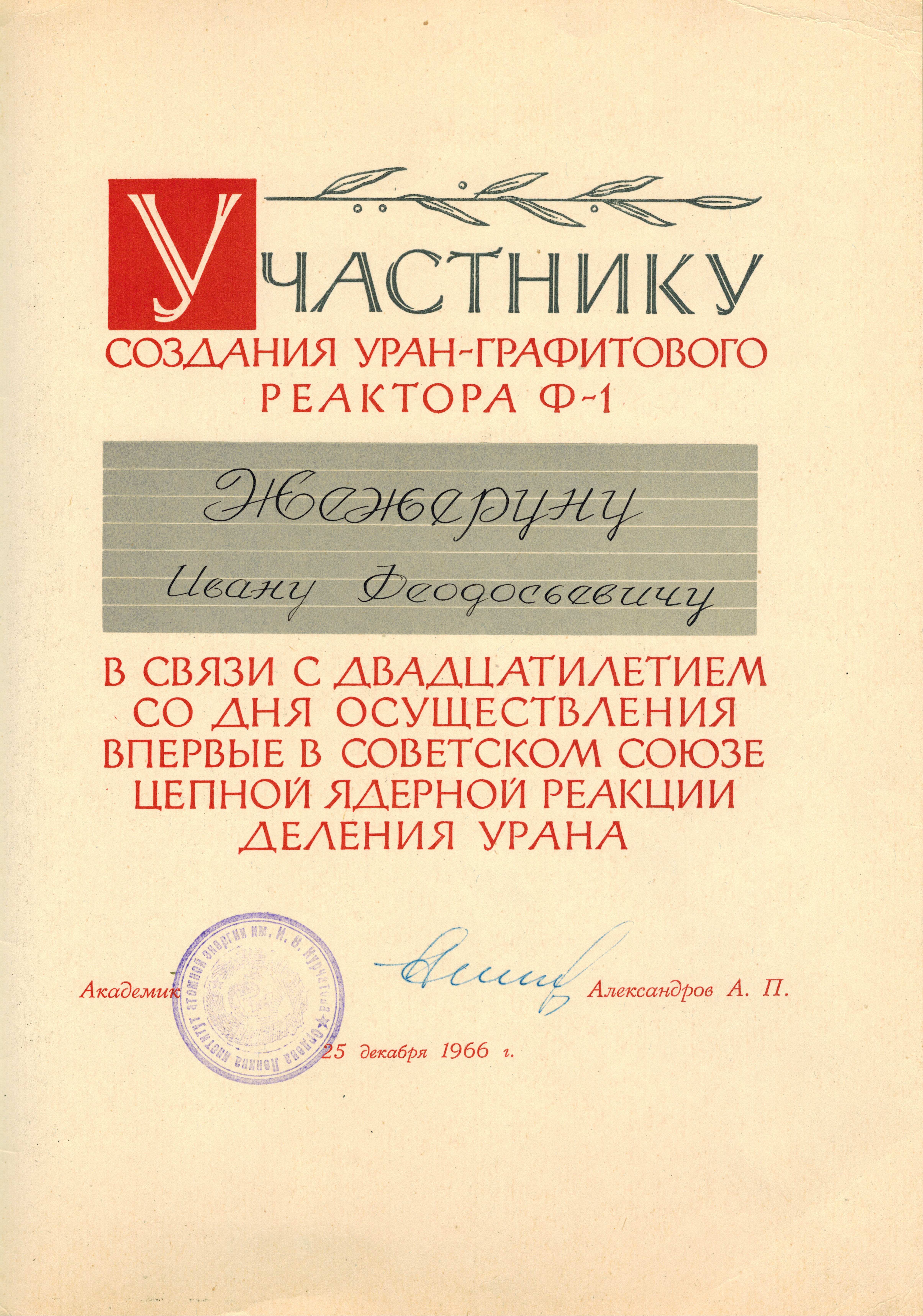
Жежерун И. Ф. Грамота участнику создания реактора Ф-1

Родился 22 июня (5 июля) 1915 года в селе Журавка Ольшанского уезда (ныне Городищенский район, Черкасская область).
В 1939 году окончил Днепропетровский государственный университет (присвоена квалификация «физик»), был аспирантом КГУ имени Т. Г. Шевченко (с 1.8.1939 по 1.10.1941) и УФТИ (с 1.9.1940 по май 1941 года), где директором был академик А. И. Лейпунский, который и «заразил» своего ученика любовью к ядерной физике и альпинизму. Вместе с профессорами К. Д. Синельниковым и А. К. Вальтером они даже покоряли Эльбрус. С 1944 года член ВКП(б).
В 1941 году, несмотря на «бронь», добровольцем пошёл на фронт в недавно полученном на военной кафедре ДГУ звании младшего лейтенанта. Командовал радиовзводом ВНОС. Участвовал в обороне Сталинграда, освобождении Варшавы, взятии Берлина, закончил войну в звании старшего лейтенанта.
В конце войны начал искать своего научного руководителя академика Александра Ильича Лейпунского. В 1944 году получил от него письмо из Киевского университета, потом опять потерял с ним связь, через УФТИ узнал, что Лейпунский в Москве у Курчатова. Не без сложностей выйдя в отставку (армия не хотела отпускать хорошего офицера), поехал к И. В. Курчатову, Лейпунского там уже не застал, но остался у И. В. Курчатова.
Так началась его работа в Лаборатории № 2 АН (ЛИПАН), которая со временем стала ИАЭ имени И. В. Курчатова, в котором он проработал до самой смерти (25 июня 1997 года).
Был участником строительства и пуска первого в Советском Союзе атомного реактора «Ф-1», за что награждён орденом Трудового Красного Знамени Указом Президиума Верховного Совета СССР от 29 октября 1949 года.
За выполнение специальных заданий Правительства 1950 году награждён премией Совета Министров СССР (постановление № 2108—814 от 16 мая 1950 г.), а в 1953 году удостоен звания лауреата Сталинской премии.
20 декабря 1949 года решением диссертационного совета Лаборатории измерительных приборов АН СССР (Лаборатория № 2 АН СССР), председателем которого был И. В. Курчатов, Жежеруну Ивану Феодосьевичу присуждена учёная степень кандидата физико-математических наук, а в 1975 году решением Высшей аттестационной комиссии — учёная степень доктора физико-математических наук.

## Научные работы
Некоторые научные работы: «Импульсный детектор резонансных нейтронов энергии 0,3 эВ», «Измерение длины замедления деления до энергии 0,3 эВ в спечённой окиси бериллия», «Влияние микроструктуры спечённой окиси бериллия на расстояние тепловых нейтронов» (1960, соавт.: И. П. Садиков, А. А. Чернышов); "Измерение длины замедления нейтронов деления в спечённой окиси бериллия до энергии 1,44 эВ (резонанс индия) (1960, соавт.: И. П. Садиков, В. А. Тарабанько, А. А. Чернышов); "О введении поправок на просчёты при работе с импульсными источниками; «Изучение диффузии нейтронов в спечённой окиси бериллия импульсным методом» (1961 г.); «Размножение нейтронов деления в бериллии» (1962, соавт.: И. П. Садиков, В. А. Тарабанько, А. А. Чернышов); «О размножении нейтронов деления в окиси бериллия»; «Изучение процесса замедления нейтронов в бериллии и окиси бериллия импульсным методом» (1963); «Изучение U-235 +Ве подкритических сборок импульсным методом» (1963); «Измерение спада нейтронного импульса в малых блоках бериллия» (1966 г.); «Измерение диффузионных параметров в графитовой среде с каналами импульсным методом» (1967); «Проверка теории диффузии нейтронов в среде с каналами импульсным методом (решетка каналов большого поперечного размера» (1971, соавт.: Н. И. Лалетин); «Экспериментальное изучение некоторых вопросов физики ядерных реакторов с кристаллическими замедлителями» (1974); «Изучение почти гомогенных систем 235 U+Be методом импульсного источника нейтронов» (1982); «Изучение почти гомогенных систем 235 U+BeО методом импульсного источника нейтронов» (1982); «Анализ измерений, алгоритмов, программ и результатов расчетов нейтронно-физических параметров решеток РБМК и предложения по их уточнению» (1980 г., соавт.: Кунегин У. П., Шевелев Я. В., Лалетин Н. И.).
В 1978 году в Атомиздате вышла его книга «Строительство и пуск первого в Советском Союзе атомного реактора».
В 1996 году книга была переведена на английский язык и опубликована Haruo Fujii из Japan Electric Power Information Center, Ink.

## Награды и премии
- орден Красной Звезды
- два ордена Отечественной войны II степени
- Медаль «За оборону Сталинграда»
- Медаль «За освобождение Варшавы»
- Медаль «За взятие Берлина»
- Медаль «За боевые заслуги»
- Медаль «За победу над Германией в Великой Отечественной войне 1941—1945 гг.»
- Сталинская премия третьей степени (1953) — за расчётные и экспериментальные работы по созданию реакторов для производства трития
- орден Трудового Красного Знамени
- Медаль «За трудовое отличие»
- Медаль «Ветеран труда»